# Гай Ветий Грат Сабиниан
Вижте пояснителната страница за други личности с името Гай Ветий Грат.
Гай Ветий Грат Сабиниан (на латински: Gaius Vettius Gratus Sabinianus) е политик и сенатор на Римската империя през 3 век.

## Биография
Сабиниан е син на Гай Ветий Сабиниан Юлий Хоспет (суфектконсул 175 г.). През 221 г. Сабиниан е консул заедно с Марк Флавий Вителий Селевк.

## Деца
Баща е на:
- Гай Ветий Грат Атик Сабиниан (консул 242 г.)
- Ветий Грат (консул 250 г.)